# Je l'aime à mourir
"Je l'aime à mourir" é uma canção de língua francesa escrita por Francis Cabrel. Essa canção está no álbum: Les Chemins de traverse lançado em 1979 que vendeu mais de 600.000 cópias na França. O single "Je l'aime à mourir" se tornou um hit single de Francis Cabrel, na França, Quebec (Canadá), Europa e internacionalmente. Na França, o single vendeu 500.000 cópias, chegou ao topo de French Singles & Airplay Chart Reviews, permanecendo número 1 por cinco semanas consecutivas (7, 14, 21 e 28 de Setembro e 06 de outubro de 1979). O single se tornou o mais vendido Cabrel.

## Desempenho nas tabelas musicais
| Tabelas musicais (1979)                 | Melhor posição |
| --------------------------------------- | -------------- |
| França (French Singles & Airplay Chart) | 1              |

## Versão de Shakira
"Je l'aime à mourir" é uma versão cover bilíngüe: espanhol e francês feita por Shakira. Ela cantou a música durante os seus concertos em países de língua francesa durante sua turnê The Sun Comes Out World Tour, em 2011. Dois destes shows, em Paris-Bercy, foram filmados para o DVD e Blu-Ray oficial da turnê. Pouco antes do lançamento do DVD / Blu-Ray, uma versão de estúdio gravada da música vazou, e mais tarde foi oficialmente lançado como o segundo single de Live from Paris. Ele foi muito bem recebido pela crítica e por todos os seus fãs. A canção tem mais de 3.000.000 de visitas sobre diferentes canais no YouTube a partir de novembro de 2011. No início de dezembro, a canção promoveu uma campanha de Google Plus para Shakira.

### Videoclipe
O vídeo oficial foi lançado em 22 de dezembro de 2011 no YouTube e Vevo, o vídeo faz parte do DVD do álbum ao vivo: Live from Paris, este vídeo estava disponível apenas para a França e Suíça, no início de 2012 o vídeo ficou disponível no mundo inteiro.

### Faixas e formatos
| iTunes download digital |                                          |                |         |  |
| N.º                     | Título                                   | Compositor(es) | Duração |  |
| 1.                      | "Je l'aime à mourir" (Versão de estúdio) | Francis Cabrel | 3:41    |  |

| França CD single |                                          |                |         |  |
| N.º              | Título                                   | Compositor(es) | Duração |  |
| 1.               | "Je l'aime à mourir" (Versão de estúdio) | Francis Cabrel | 3:41    |  |
| 2.               | "Je l'aime à mourir" (Versão ao vivo)    | Francis Cabrel | 3:50    |  |

## Desempenho nas tabelas musicais

### Paradas semanais
| Tabelas musicais (2011-12)            | Melhor posição |
| ------------------------------------- | -------------- |
| Bélgica (Ultratop 50 Flanders)        | 9              |
| Bélgica (Ultratop 40 Wallonia)        | 1              |
| Canadá (Canadian Hot 100)             | 34             |
| Eslováquia (IFPI Slovenská Republika) | 16             |
| França (SNEP)                         | 1              |
| Suíça (Schweizer Hitparade)           | 18             |

#### Tabelas musicais de final de ano
| Tabelas musicais (2011) | Posição |
| ----------------------- | ------- |
| França (SNEP)           | 92      |

### Certificações
| País    | Provedor | Certificação |
| ------- | -------- | ------------ |
| Bélgica | Ultratop | Ouro         |
| França  | SNEP     | Ouro         |
| Suíça   | IFPI     | Ouro         |

### Histórico de lançamento
| País   | Data                   | Formato          | Gravadora                |
| ------ | ---------------------- | ---------------- | ------------------------ |
| Canadá | 29 de novembro de 2011 | Download digital | Sony Music Entertainment |
| França | 29 de novembro de 2011 | Download digital | Sony Music Entertainment |
| França | 23 de janeiro de 2012  | CD single        | Sony Music Entertainment |